# Rifugio Città di Cirié
Il rifugio Città di Cirié è un rifugio situato nel comune di Balme (TO), in Val d'Ala, nelle Alpi Graie, a 1.865 m s.l.m.

## Storia
La struttura fu costruita nel 1930 con la funzione di casermetta della Guardia di Frontiera ed utilizzata con questo scopo sino alla fine della seconda guerra mondiale, quando fu incendiata dai partigiani. Nel 1952 l'edificio fu acquistato dalla sezione CAI UGET di Cirié, che lo trasformò in rifugio. L'inaugurazione ufficiale fu celebrata il 3 luglio 1954 alla presenza del Prefetto di Torino, con cori, bande e gruppi folkloristici delle vallate. In questa occasione il rifugio fu intitolato alla Città di Cirié per l'aiuto finanziario e burocratico fornito da questa amministrazione comunale.
L'edificio ha subito negli anni numerose modifiche, l'ultima e più importante delle quali risale agli anni 2001-2003, quando fu completamente ristrutturato, sopraelevato e messo a norma, assumendo l'aspetto attuale.

## Caratteristiche e informazioni
Per la sua posizione il rifugio si presta molto per escursioni di vario grado di difficoltà, dalle semplici passeggiate alle ascese a vette di notevole rilievo.

## Accessi
È raggiungibile in automobile arrivando alla testata della Val d'Ala, dove si trova il Pian della Mussa. Nel periodo invernale è raggiungibile a piedi oppure con gli sci.

## Ascensioni
- Uia di Mondrone - 2.964 m
- Punta Rossa di Sea - 2.910 m
- Uia di Ciamarella - 3.676 m
- Albaron di Savoia - 3.638 m
- Albaron di Sea - 3.262 m
- Uia di Bessanese - 3.604 m
- Rocca Ciarva - 2.364 m

## Traversate
- Bivacco Soardi - Fassero - 2.287 m - attraverso il Ghicet di Sea
- Rifugio Luigi Cibrario - 2.616 m - attraverso il passo delle Mangioire
- Rifugio des Evettes - 2.590 m
- Rifugio dell'Averole - 2.210 m